# Xian de Zhongba
Le xian de Zhongba (仲巴县 ; pinyin : Zhòngbā Xiàn) est un district administratif de la région autonome du Tibet en Chine. Il est placé sous la juridiction de la préfecture de Xigazê.

## Démographie
La population du district était de 17 135 habitants en 1999.